# فرودگاه پینار دل ریو
فرودگاه پینار دل ریو (به انگلیسی: Pinar del Río Airport) یک فرودگاه همگانی با کد یاتا QPD است که یک باند فرود آسفالت دارد و طول باند آن ۱۱۲۰ متر است. این فرودگاه در کشور کوبا قرار دارد و در ارتفاع ۴۰ متری از سطح دریا واقع شده است.